# Bolygók együttállása
A Bolygók együttállása (Парад планет) egy 1984-ben bemutatott szovjet film. (Alcíme: Egy szinte fantasztikus történet.) A filmet  nyilvánosan először a 42. Velencei Nemzetközi Filmfesztiválon vetitették.

| Bolygók együttállása                      | Bolygók együttállása                      |
| Kattints az alábbi külső linkek egyikére! | Kattints az alábbi külső linkek egyikére! |
| ----------------------------------------- | ----------------------------------------- |
| Nem található szabad kép.(?)              |                                           |
| külső link · jogvédett                    | Парад планет                              |

## Történet
A film törnénete 1984-ben zajlik. Hat negyven éves férfit tartalékosok besorozása szakít el a mindennapjaktól. Van köztük csillagász, hentes, gyári munkás, rakodómunkás, építész, trolibuszvezető (amellett népi ülnök). Egyesek már korábbi behívásaikból ismerik is egymást. Ezen a hadgyakorlaton a feladatot sikeresen teljesítték. váratlanul haza lehetne menni. Az állomáson lekésik a városba tartó vonatot, így a hős katonák „egy másik világ szellemeivé” válnak. Úgy döntenek, nem mennek még haza: befejezik a háborúsdit.
A harcmező elhagyása után a férfiak transzcendentális utazásba kezdenek. Egy olyan városba jutnak, ahol csak gyönyörű és magányos nők laknak. Miután a kísértés elől átkelnek a folyón, a csapat egy szigeten tölti az éjszakát. Egyikük − aki pedig át is átúszott velük − rájön, hogy nem is tud úszni.
A nyugdíjasotthonban a demensiás idős hölgy összetéveszti a főszerőplőt Kosztyin fiával, Fegyával, aki még a háború alatt tűnt el. A körülmények folytán több órán keresztül kénytelen eljátszani a film főhőse Fegya szerepét.
Késő este hét leszerelt katona az összes idős lakossal együtt próbálja megfigyelni a titokzatos bolygók felvonulását.
Miután Guszkovo falu közelében a szzabad ég alatt töltötték az éjszakát, gyalogosan bejárták a várost, aztán férfiak csapata szétválik, ráébredve, hogy a további katonai gyakorlatuk már nem lesz, és hogy az utolsó állomást még fiatalkorukban hagyták el. Nagy valószínűséggel nem fognak többet találkozni, mint ahogy a különböző pályájú bolygók is csak egy pillanatra találkozhatnak.

## Díjak
- ICF Neo-Realistic Film in Avellino (1984)